# Muricella gracilis
Muricella gracilis är en korallart som beskrevs av Wright och Studer 1889. Muricella gracilis ingår i släktet Muricella och familjen Acanthogorgiidae. Inga underarter finns listade i Catalogue of Life.